# Maria Magdalena de Austria (1689–1743)
Maria Magdalena, Ahiducesă de Austria (Maria Magdalena Josefa; 26 martie 1689 – 1 mai 1743) a fost fiica împăratului Leopold I și a celei de-a treia soții, Eleonore-Magdalena de Neuburg. A murit celibatară.

## Biografie
Născută la Palatul Hofburg din Viena ea a fost al nouălea copil împăratului Leopold I și a Eleonore-Magdalena de Neuburg. La scurtă vreme după Războiul Succesiunii spaniole, s-a pus problema ca noul rege al Spaniei, Filip al V-lea, să se căsătorească cu o arhiducesă, însă regele Ludovic al XIV-lea al Franței s-a opus din motive politice iar motivul oficial a fost că nici una dintre arhiducese nu i-a plăcut nepotului său.
În 1708, sora ei mai mare Arhiducesa Maria Anna s-a căsătorit cu Ioan al V-lea al Portugaliei; planuri pentru a doua uniune între Austria și Portugalia au fost discutate când Maria Magdalena a fost propusă ca mireasă pentru Infantele Francisco, Duce de Beja, fratele regelui Ioan al V-lea. Negocierile au eșuat în stadiu incipient și ambii candidați au murit celibatari. Din nou după război s-a pus problema ca ea să devină regină a Spaniei pentru a o înlocui pe acum decedata Maria Louisa de Savoia. Cu toate acestea, Filip s-a căsătorit cu Elisabeta de Parma.
După eșuările planurilor de căsătorie, Maria Magdalena a trăit o viață de izolare și a rămas celibatară. Ea a avut o relație apropiată cu nepoata ei Maria Tereza, fiica fratelui ei împăratul Carol al VI-lea și viitoare împărăteasa și, de asemenea, cu sora ei Arhiducesa Maria Anna. Maria Magdalena a murit de pneumonie la vârsta de 54 de ani. A fost înmormântată la Cripta imperială din Viena.